# Tetraophasis
Tetraophasis là một chi chim trong họ Phasianidae.

## Các loài
- Tetraophasis obscurus
- Tetraophasis szechenyii